# Arroyo Fraile Muerto
Der Arroyo Fraile Muerto ist ein Fluss im Osten Uruguays.
Der kleine Fluss  entspringt in der Cuchilla Grande auf dem Gebiet des Departamento Cerro Largo und mündet, nachdem er in Südost-Nordwest-Richtung verläuft und dabei die Stadt Fraile Muerto passiert, in den Río Negro.
Das Einzugsgebiet des Arroyo Fraile Muerto umfasst 268 km².
→ siehe auch: Liste der Flüsse in Uruguay